# Alte Kameraden (film 1934)
Alte Kameraden (o Das Fähnlein der Versprengten) è un film del 1934 diretto da Fred Sauer che si basa sul romanzo Kameraden, scritto nel 1922 da Rudolf Herzog.

## Produzione
Il film fu prodotto dalla Aco-Film.

## Distribuzione
In Germania, il film uscì nelle sale cinematografiche il 5 ottobre 1934. Negli Stati Uniti, venne presentato il 26 aprile 1936 con il titolo Old Comrades.